# Montaut (Dordogne)
Montaut település Franciaországban, Dordogne megyében. Lakosainak száma 127 fő (2022. január 1.). Montaut Faux-en-Périgord, Boisse, Bardou, Issigeac, Monmadalès, Monsac és Saint-Cernin-de-Labarde községekkel határos.

## Népesség
A település népességének változása:
| Lakosok száma | 123  | 107  | 105  | 109  | 127  | 129  | 130  | 125  | 127  | 127  |
|               | 1968 | 1982 | 1990 | 2006 | 2013 | 2015 | 2017 | 2019 | 2020 | 2022 |